# Řeřicha setá
Řeřicha setá (Lepidium sativum), též někdy nazývaná řeřicha zahradní, je rychle rostoucí jedlá bylina. Pochází z Blízkého východu, na území Česka místy zplaňuje. Pěstuje se též jako listová zelenina pro svou výraznou kořenitou chuť a aroma.

## Popis
Řeřicha setá je jednoletá bylina dorůstající výšky 60 cm. Lodyhy se v horní části větví, listy jsou peřenoklané, listy rostoucí u země jsou výrazněji stopkaté. Květy jsou uspořádané v hroznech na vrcholech stonků, jsou bílé nebo načervenalé a jen asi 2 mm velké. Kvete od června do srpna. Plodem je šešule. Řeřicha se rozmnožuje jen semeny.

## Pěstování
Jedná se o nenáročnou bylinu. Semena klíčí po 2–3 dnech. Dobře se pěstují na vatě. Sklízí se mladé děložní lístky, a to asi po deseti dnech odřezáváním horní části natě, rostliny rychle dorůstají. Může se pěstovat po celý rok. K pěstování postačí nasypat semena na vlhkou vatu či jiný substrát a ten udržovat vlhký.

## Použití
Listy řeřichy mají chuť podobnou ředkvičce. Jemně nasekaná se přidává do pomazánek nebo do zeleninových salátů, je možné přidat ji do omáček či paštik. Tepelnou úpravou ztrácí vitamín C a též typickou chuť. Využívá se i ke zdobení obložených mís. Jako koření byla používána ve Starém Římě.